# Charles Lacotte
Charles Lacotte, né le 16 novembre 1870 à Rigny-le-Ferron (Aube) et mort le 31 août 1943 à Ervy-le-Châtel (Aube), est un homme politique français.

## Biographie
Instituteur en 1889, il est professeur de sciences en école normale en 1893. Il en 1897, il devient journaliste dans des organes socialistes, ce qui lui vaut d'être révoqué de son poste de professeur. En 1899, il devient journaliste à la Lanterne, puis en 1904 à l'Action, adoptant un ton virulent, qui étonne, alors que le ton de la presse de l'époque est assez violent.
Élu une première fois  député de l'Aube en 1914, il est invalidé. Il redevient député de 1919 à 1924, ne s'inscrivant à aucun groupe. Pendant la guerre, il adhère au Parti populaire français et est assassiné par des inconnus, d'une balle dans la nuque.